# Orla Mølgaard-Nielsen
Orla Mølgaard-Nielsen, född 2 september 1907 i Ålborg, död 21 oktober 1993 i Hellerup, Danmark, var en dansk arkitekt och möbeldesigner.

## Biografi
Efter utbildning med realexamen vid Ålborg katedralskole (1924) och på Kunstindustrimuseets håndverkerskole i Köpenhamn (1928) studerade Mølgaard-Nielsen möbeldesign under Kaare Klint vid Det Kongelige Danske Kunstakademi (1931-1934). Hans arbete, som åren 1944-75 genomfördes huvudsakligen i samarbete med Peter Hvidt på Hvidt & Mølgaardstudio, kan indelas i tre grupper: möbler och inredning, byggnader och konsultationer på stora broprojekt.
Hvidt & Mølgaards banbrytande uppsättningar av möbler ingår Portex (1945) och Ax (1950), baserad på en lamineringsteknik och producerad av möbelsnickare Fritz Hansen. Stolarna var speciellt utformad för export med minimerade krav på utrymme och förpackning under transport.
Hvidt & Mølgaard tog efter hand alltmer arkitektuppdrag (från 1970 tillsammans med Hans Kristensen). Projekt omfattande kontorsbyggnader och fabriker, bland annat De Danske Sukkerfabrikker hus i Köpenhamn (1958), samt kollektiva bostadsprojekt i Søllerød, Hillerød och Birkerød (1962-1970), utfördes i en ljus, klar och enkel stil. Företaget agerade också som konsulter på nya Lilla Bältbron (1970) och Vejle Fjord-bron (1980), och spelade en viktig roll i framgången för konstruktionen av dessa.